# موريس هايز
موريس هايز (بالإنجليزية: Maurice Hayes)‏ هو سياسي أيرلندي، ولد في 8 يوليو 1927 في نيوري في المملكة المتحدة، وتوفي في 23 ديسمبر 2017 في المملكة المتحدة بسبب خرف. حزبياً، نشط في مستقل. وقد انتخب عضو مجلس الشيوخ من أيرلندا عن دائرة الأعضاء المعينون في مجلس الشيوخ الأيرلندي ‏ وقد انضم خلال فترته النيابية ‏ (17 سبتمبر 1997 – 26 يونيو 2002) للكتلة البرلمانية مستقل وانتخب عضو مجلس الشيوخ من أيرلندا عن دائرة الأعضاء المعينون في مجلس الشيوخ الأيرلندي ‏ وقد انضم خلال فترته النيابية ‏ (12 سبتمبر 2002 – 22 يوليو 2007) للكتلة البرلمانية مستقل.